# Kreuz-Enzian
Der Kreuz-Enzian (Gentiana cruciata), auch Kreuzblättriger Enzian genannt, ist eine Pflanzenart in der Gattung der Enziane (Gentiana) innerhalb der Familie der Enziangewächse (Gentianaceae).

## Beschreibung

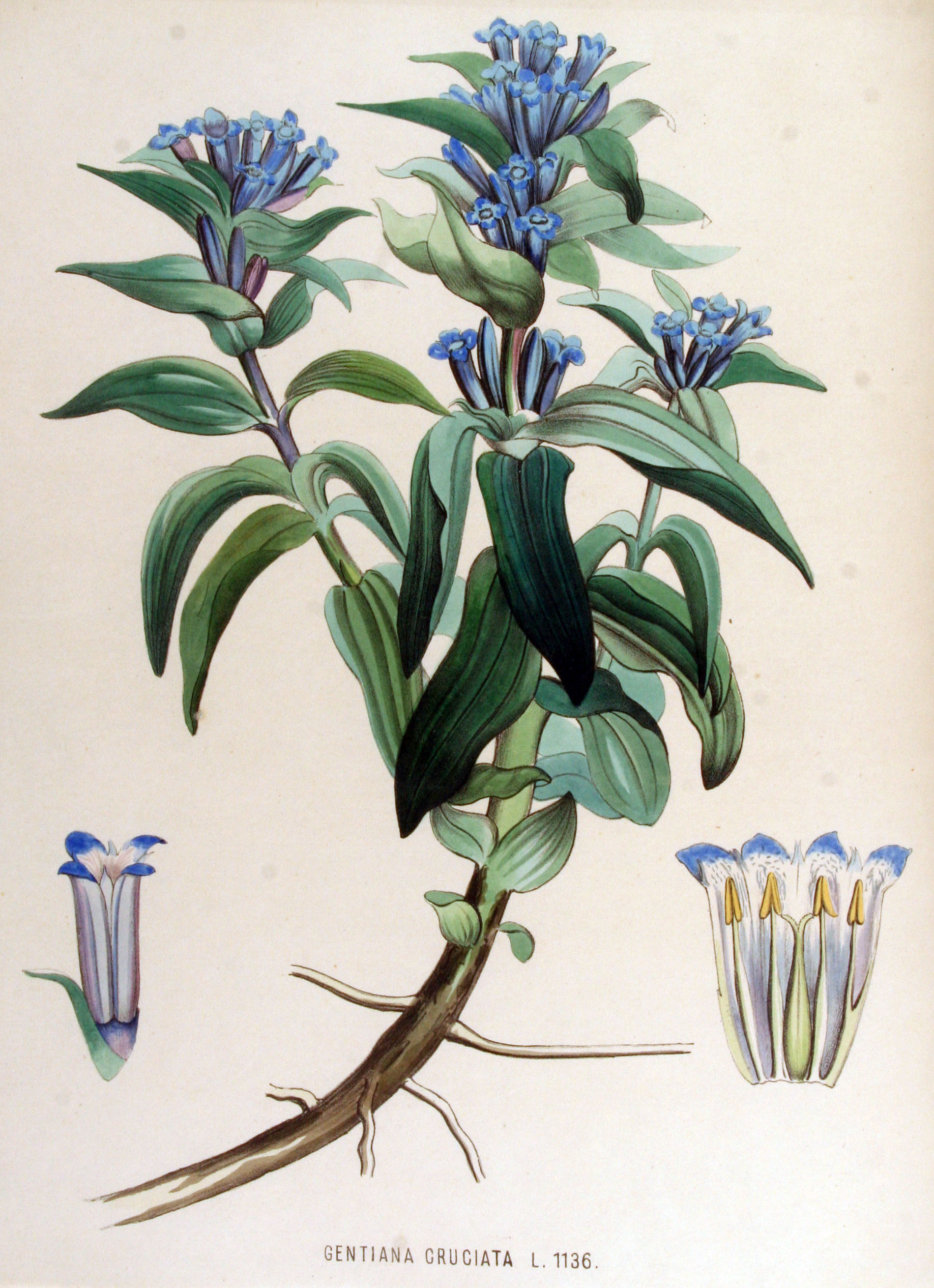
Illustration aus Flora Batava, Volume 15

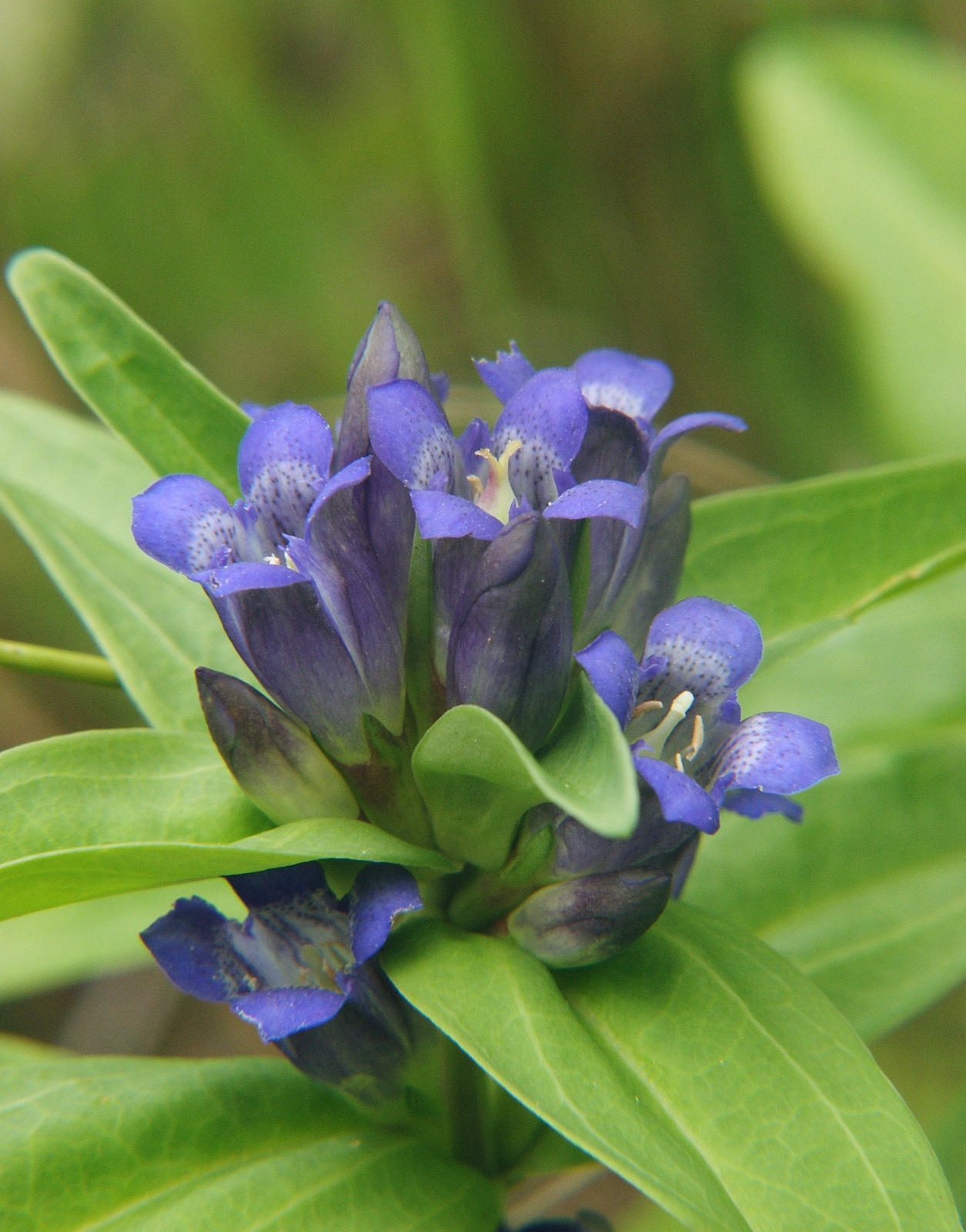
Vierzählige Blüten von der Seite

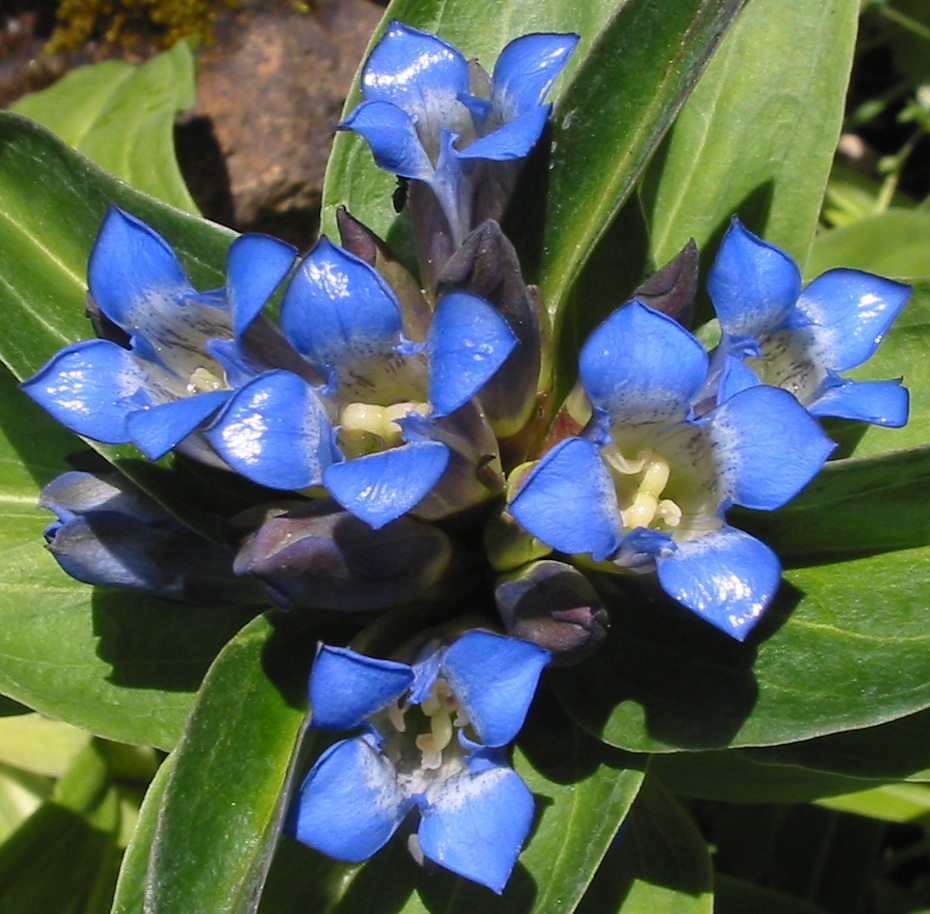
Vierzählige Blüten im Detail von oben

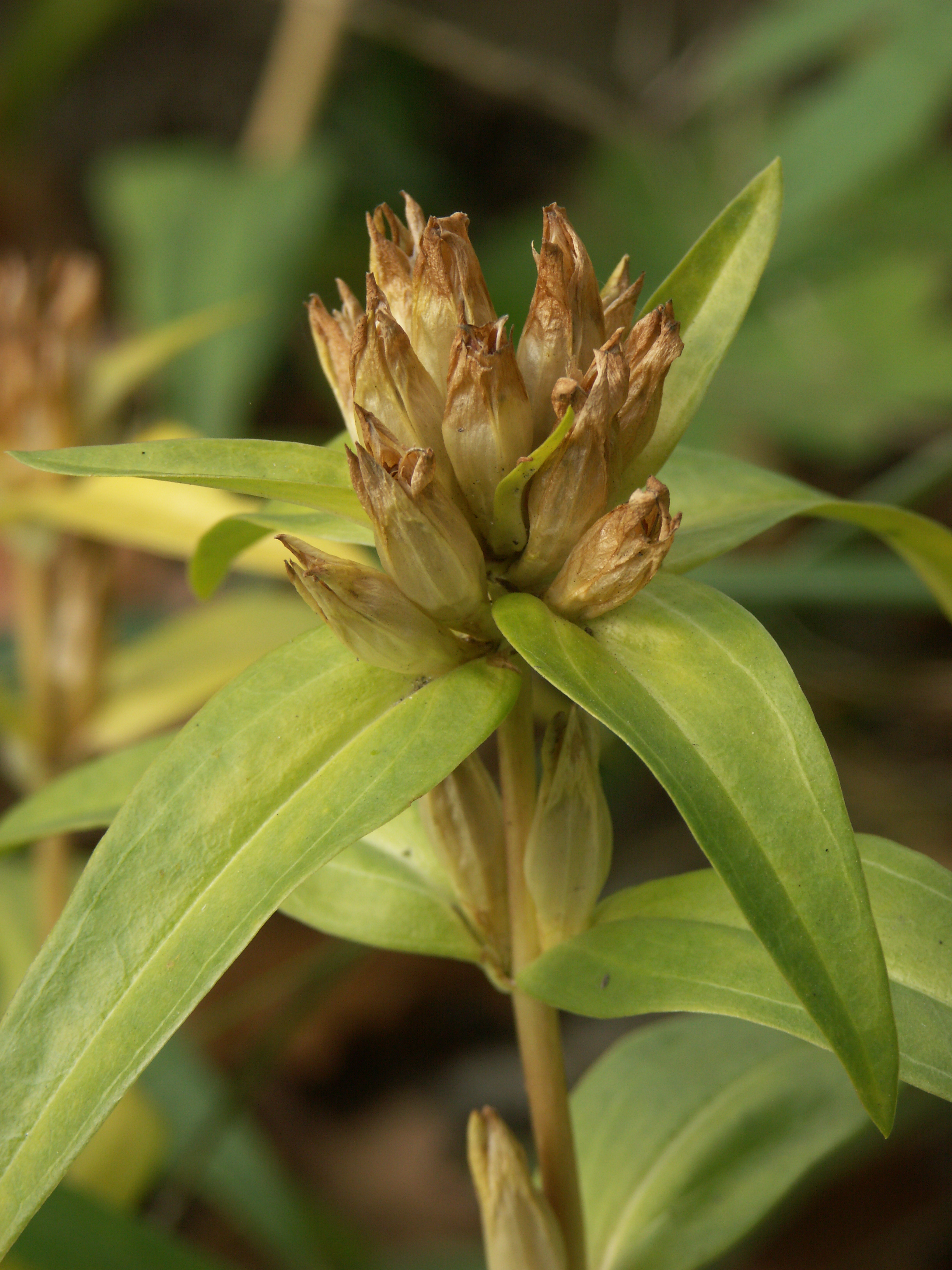
Fruchtstand

### Vegetative Merkmale
Der Kreuz-Enzian wächst als ausdauernde krautige Pflanze und erreicht Wuchshöhen von 10 bis 40 Zentimetern.
Die Laubblätter sind zu einer grundständigen Rosette und am Stängel verteilt kreuzgegenständig angeordnet. Die einfachen, etwas ledrigen Blattspreiten sind bei einer Länge von 5 bis 10, selten bis zu 15, Zentimeter sowie einer Breite von 1 bis 2,5, selten bis zu 3,5 Zentimeter meist ei-lanzettlich und meist drei-, selten fünfnervig. Die unteren Stängelblattpaare sind am Grund zu einer meist 1,5 bis 2,5, selten bis zu 4 Zentimeter langen Scheide verwachsen.

### Generative Merkmale
Die Blütezeit reicht von Juni bis September.
Die zwittrige Blüte ist vierzählig mit doppelter Blütenhülle und 2 bis 2,5 Zentimeter lang. Die vier innen hellblauen Kelchblätter sind eng röhrig-glockig verwachsen mit vier meist breit-dreieckigen und fein zugespitzten Kelchzähnen; die Kelchzähne sind viel kürzer als die Kelchröhre. Die vier Kronblätter sind außen schmutzig-blau bis etwas grünlich, innen rein blau und ungefleckt. Zwischen den Kronzipfeln befinden sich ein oder mehrere Zähne. Ein Griffel fehlt; die Narben sind zwei kurze, aufrechte und zuletzt zurückgerollte Lappen.
Die braunen Samen sind bei einer Länge von 1 bis 1,3 Millimetern ellipsoid und ungeflügelt.
Die Chromosomenzahl beträgt 2n = 52.

## Ökologie
Beim Kreuz-Enzian handelt es sich um einen mesomorphen, skleromorphen, überwinternd grünen Hemikryptophyten.
Die Bestäubung erfolgt durch Insekten besonders Hummeln.
Der Kreuzenzian-Ameisenbläuling (Phengaris rebeli) legt ausschließlich am Kreuz-Enzian seine Eier ab. 
Mit der Brachenleite bei Tauberbischofsheim wurde durch Verordnung des Regierungspräsidiums Stuttgart vom 17. Dezember 2014 ein Naturschutzgebiet mit einem Bestand von rund 900 Stöcken des Kreuz-Enzians geschaffen, in dem der noch seltenere Kreuzenzian-Ameisenbläuling ideale und fortan gesicherte Lebensbedingungen vorfindet.

## Vorkommen und Gefährdung
Das Verbreitungsgebiet des Kreuz-Enzians umfasst Europa (mit Ausnahme von Portugal, Großbritannien und Skandinavien) und Westasien.
In Österreich kommt er zerstreut in allen Bundesländern vor.
In Deutschland kommt er zerstreut im zentralen Neckarbecken, in der Schwäbischen Alb, Frankenalb, Fränkischen Schweiz, im zentralen Thüringen, in Mainfranken, sehr zerstreut in den Alpen, im Alpenvorland, in Niederbayern, selten im Weserbergland, im nördlichen Mittelgebirge, nordöstlichen Brandenburg (im Nordosten, Mitte und Westen stark zurückgehend) vor.
Als Standorte für den kalksteten Kreuz-Enzian werden lichte Wälder, Waldsäume, Weiderasen und Trockenwiesen angegeben. In Mitteleuropa gedeiht er in montanen (bis subalpinen) Höhenstufen. In den Allgäuer Alpen steigt er in Tiroler Teil auf der Gehrenalpe gegen die Gehrenspitze bis zu einer Höhenlage von 1700 Metern auf. Im Engadin erreicht er in der Sesvennagruppe sogar eine Höhenlage von 2050 Metern.
Der Kreuz-Enzian ist in Mitteleuropa eine Kennart der Pflanzengesellschafts-Klasse Festuco-Brometea, kommt aber auch in Gesellschaften des Verbands Geranion sanguinei vor.
Die ökologischen Zeigerwerte nach Landolt et al. 2010 sind in der Schweiz: Feuchtezahl F = 1+w (trocken aber mäßig wechselnd), Lichtzahl L = 3 (halbschattig), Reaktionszahl R = 4 (neutral bis basisch), Temperaturzahl T = 3 (montan), Nährstoffzahl N = 2 (nährstoffarm), Kontinentalitätszahl K = 4 (subkontinental).
Der Kreuz-Enzian ist in Österreich im pannonischen Gebiet sowie im nördlichen und südöstlichen Alpenvorland gefährdet. Er wurde 1996 in der Roten Liste der gefährdeten Pflanzenarten Deutschlands als 3+ = gefährdet bewertet.

## Systematik
Die Erstveröffentlichung von Gentiana cruciata erfolgte 1753 durch Carl von Linné in Species Plantarum, S. 231. Das Artepitheton cruciata bedeutet gekreuzt und bezieht sich auf die vierzählige Blüte, deren Blütenkronzipfel kreuzförmig zusammenstehen.
Je nach Autor gibt es etwa zwei Unterarten:
- Gentiana cruciata L. subsp. cruciata
- Karpaten-Kreuz-Enzian (Gentiana cruciata subsp. phlogifolia (Schott & Kotschy) Tutin): Dieser Endemit gedeiht nur in den Süd- und Ostkarpaten.[12] Er unterscheidet sich von der Nominatform durch kleinere Blüten, die außen hellblau und innen weiß sind.

## Symbolik und Sagen
Im Mittelalter war der Kreuz-Enzian besonders begehrt und wurde zum Erlösungssymbol durch Jesus Christus, da die Blattpaare, die Blütenkrone, Stängel- und Wurzelmark kreuzförmig sind, darauf beziehen sich auch die Trivialnamen.
Eine ungarische Sage rankt sich um Gentiana cruciata. Im Heer von König Ladislaus dem Heiligen war die Pest ausgebrochen. Im Traum erschien dem König ein Engel, der ihm befahl, einen Pfeil in die Luft zu schießen. Das Kraut, auf den der Pfeil fallen werde, würde die kranken Soldaten heilen. Am nächsten Morgen fiel der Pfeil auf den Kreuz-Enzian und so entstand der ungarische Name für diese Pflanzenart: Szent-László-Király-füve (Kraut des heiligen Ladislaus, des Königs).